# Lost Media
Lost Media és un terme genèric usat per a denominar aquell contingut dels mitjans de comunicació que ja no existeix, o no està disponible per al públic en general. El terme té el seu origen a internet i és d'ús comú a les comunitats online, especialment el wiki Lost Media Wiki.
Amb els anys ha crescut l'interés de les persones pel Lost Media tant dins com fora d'internet, al punt de crear-se grups de recerca per recuperar alguns materials, i pàgines web destinades a recopilar els casos més coneguts.

## Característiques

### Significat de l'expressió
A dia d'avui es desconeixen els orígens de l'expressió, encara que la mateixa no guanyaria popularitat fins a principis de la dècada del 2010, amb la creació de la Lost Media Wiki.
El terme Lost Media és ambigu i no compta amb cobertura acadèmica, per la qual cosa s'han proposat diferents definicions a través de la internet, amb algunes diferències; encara que la idea en comú entre totes elles és que s'utilitza per englobar a tot el material artístic i intangible que s'ha perdut o no es pot consumir per part del públic en general. Inclouria, per exemple, pel·lícules perdudes, llibres perduts, animacions perdudes, cançons perdudes, etc.
Lost Media no només s'usa per referir-se al material que s'ha destruït i/o perdut físicament, també s'usa per referir-se al contingut que encara existeix, però que no es troba disponible per al públic en general, ja sigui per problemes legals o per no haver-se distribuït per cap canal. Un exemple seria la incomptable quantitat de cançons inèdites del cantant Michael Jackson, doncs se sap que les cançons existeixen, però es troben protegides de tal forma que és impossible que el públic en general les escolte.

## Fenomen d'internet

### Comunitat
Molt abans de l'origen d'internet ja existia l'interés, especialment per part dels museus, d'investigar i recuperar el contingut artístic que s'havia perdut o no es trobava disponible. Amb la massificació de la internet, es va fer més fàcil per a les persones compartir les seues experiències. El terme Lost Media va sorgir llavors.
Els casos més destacats o que compten amb l'interés dels internautes se solen trobar en el lloc web Lost Media Wiki (LMW).
També s'han obert altres grups de discussió sobre Lost Media, molts d'ells allotjats en llocs com Reddit, 4chan i altres fòrums. La majoria es dediquen més que res a buscar material considerat com perdut i parlar sobre certs temes.

### Cobertura per part dels mitjans de comunicació
Alguns casos de recerca de material perdut per part de la comunitat han despertat l'interés, i, en ocasions, la cobertura per part de certs mitjans de comunicació. Se'ls ha qualificat de detectius d'internet.
Lost Media Wiki va popularitzar-se a mitjans de la dècada del 2010 per la recerca de la pel·lícula A Day With Spongebob Squarepants, una suposada pel·lícula no autoritzada de Bob Esponja. Es va saber després de cinc anys de recerca que la pel·lícula mai no va existir.
El tema del contingut perdut s'ha discutit en gran quantitat de fòrums i podcast; algunes figures de la comunitat, com Daniel Wilson (fundador de la Lost Media Wiki, sobrenomenat Dycaite) han estat entrevistats per certs portals de notícies, com la coneguda revista Vice.